# Rusajewka
Rusajewka (russisch Рузаевка, mokschanisch Орозай/Orosai, ersjanisch Оразай ош//Orasai osch) ist eine Stadt in der Republik Mordwinien (Russland) mit 47.523 Einwohnern (Stand 14. Oktober 2010).

## Geographie
Die Stadt liegt etwa 25 km südwestlich der Republikhauptstadt Saransk am Insar, einem rechten Nebenfluss des Alatyr im Flusssystem der Wolga.
Rusajewka ist der Republik administrativ direkt unterstellt und zugleich Verwaltungszentrum des gleichnamigen Rajons.

## Geschichte
Rusajewka entstand 1631 als Dorf Urasajewka. 1783 wurde es bereits unter dem heutigen Namen erwähnt. Nach dem Bau einer Eisenbahnstrecke durch den Ort 1893 – wenig später Teilstück der ursprünglichen Streckenführung der Transsibirischen Eisenbahn – und Ausbau der Station zu einem Eisenbahnknoten begann die Entwicklung zur heute zweitgrößten Stadt der Republik. Stadt wurde Rusajewka erstmals 1917, wurde dann aber 1925 Siedlung städtischen Typs, bevor die Stadtrechte 1937 erneut verliehen wurden.

### Bevölkerungsentwicklung
| Jahr | Einwohner |
| ---- | --------- |
| 1939 | 17.134    |
| 1959 | 24.909    |
| 1979 | 48.811    |
| 1989 | 51.043    |
| 2002 | 49.790    |
| 2010 | 47.523    |

Anmerkung: Volkszählungsdaten

## Söhne und Töchter der Stadt
- Alexei Spirin (1952–2024), Fußballschiedsrichter
- Alexei Mischin (* 1979), Ringer
- Sergei Jemelin (* 1995), Ringer
- Nikita Sergejew (* 1999), Fußballspieler